# Louisville (Nebraska)
Louisville es una ciudad ubicada en el condado de Cass en el estado estadounidense de Nebraska. En el Censo de 2010 tenía una población de 1106 habitantes y una densidad poblacional de 753,14 personas por km².

## Geografía
Louisville se encuentra ubicada en las coordenadas 40°59′51″N 96°9′38″O / 40.99750, -96.16056. Según la Oficina del Censo de los Estados Unidos, Louisville tiene una superficie total de 1.47 km², de la cual 1.47 km² corresponden a tierra firme y (0%) 0 km² es agua.

## Demografía
Según el censo de 2010, había 1106 personas residiendo en Louisville. La densidad de población era de 753,14 hab./km². De los 1106 habitantes, Louisville estaba compuesto por el 96.75% blancos, el 0.54% eran afroamericanos, el 0.45% eran amerindios, el 0.09% eran asiáticos, el 0% eran isleños del Pacífico, el 0.27% eran de otras razas y el 1.9% pertenecían a dos o más razas. Del total de la población el 1.36% eran hispanos o latinos de cualquier raza.